# Mahou Shoujo Site
Mahou Shoujo Site (魔法少女サイト 'Mahō Shōjo Saito'?) es un manga shōnen de terror japonés escrito e ilustrado por Kentarō Satō.

## Argumento
La historia trata sobre la vida de Aya Asagiri, una estudiante de secundaria que sufre intenso maltrato tanto en la escuela como en su hogar por lo que considera la posibilidad de suicidarse. Un día a través de un misterioso sitio web escucha a una niña de aspecto tenebroso mencionándole que le otorgara la posibilidad de convertirse en una chica mágica, tiempo después, se entera de un oscuro secreto que está siendo planificado por los administradores del sitio web que implica un peligro para toda la humanidad. Aya se va haciendo de  amigos y enemigos en el camino mientras lucha para averiguar cómo sobrevivir. Aya y sus amigas tratan de vencer a la misteriosa administradora del sitio web para tener una vida en paz.

## Personajes
Aya Asagiri (朝霧 彩 Asagiri Aya?)
 Seiyū: Yūko Ōno
Aya es la protagonista de la historia. Ella es una chica de secundaria de catorce años con cabello largo y negro. Al comienzo de la serie, es intimidada en la escuela y abusada en casa por su hermano, quien le dice repetidamente que está mejor muerta. Tiene una personalidad gentil y amable, y se demuestra cuando cuida a un gato abandonado que luego es asesinado. Después de obtener su varita (en forma de pistola), se muestra reacia a usarla porque no quiere matar gente. Pero cuando su propia vida está en peligro, descubre que no tiene más remedio que usarla para mantenerse con vida. Su varita es una pistola que dispara humo en forma de corazón y teletransporta al objetivo a la ubicación en la que ha estado antes. El cabello de Aya crece más y cambia de negro a rojo cuando usa su arma, lo que hace que la sangre fluya de sus ojos. El emblema de su arma, en sus ojos, y su muñeca izquierda cuando usa su varita es un corazón rojo. Su habilidad especial es la lectura y su fuerza es su cálida personalidad. Las cosas favoritas de Aya incluyen frutas, chocolate, juguetes de peluche y alimentos carnosos. Más adelante se revela que Aya es en realidad la hermana gemela mayor de Tsuyuno separada desde su nacimiento.
Tsuyuno Yatsumura (奴村 露乃 Yatsumura Tsuyuno?)
 Seiyū: Himika Akaneya
Tsuyuno es la compañera de clase de Aya y se revela a sí misma como otra chica mágica cuando salva a Aya de un matón. Tsuyuno vive en un trauma después de presenciar el asesinato de sus padres por un ladrón que invadió su casa cuando ella era una niña pequeña. El ladrón le perdonó la vida, diciendo que volvería por ella cuando creciera. Vivió con miedo hasta que aparece el mismo sitio web que luego aparece para Aya, otorgándole poderes mágicos. Más tarde es capaz de localizar al asesino de sus padres y se venga manteniéndolo como rehén en su apartamento, torturándolo todos los días. Después de conocer a Aya, se ofrece a ayudarla y la consuela cuando se asusta, lo que a su vez forma una fuerte amistad entre los dos. Ella le dice a Aya que cada vez que usan sus varitas mágicas, sus vidas se acortan. Ella usa su esperanza de vida en un esfuerzo final por salvar a Aya y sus amigos. Tsuyuno congela el tiempo con su varita que toma la forma de un teléfono inteligente. Cuando usa su varita, el emblema en sus ojos y muñeca es una luna creciente amarilla. Su cabello, que normalmente es amarillo, se desvanece en naranja mientras la sangre fluye por su boca. Sus cosas favoritas son las verduras, los juegos móviles, la miel, el yogur, las cosas lindas y los personajes de las mascotas.Más adelante se revela que ella es en realidad la hermana gemela menor perdida de Aya.  En el capítulo 54 del manga, Tsuyuno murió y su cuerpo está rodeado de humo negro después de usar demasiado su varita. Ella podría haberse reencarnado como Ni, una administradora del sitio.
Rina Shioi (潮井 梨ナ Shioi Rina?)
 Seiyū: Aina Suzuki
Rina es una niña de trece años que actualmente está tomando la apariencia de la hermana mayor de Sarina, Saki, un efecto de una varita mágica en forma de cámara. Su apariencia original incluye un bob gris corto y pecas. En el pasado, fue intimidada hasta el punto de no poder mirar cigarras sin asustarse. Tsuyuno conoció a Rina en línea mientras trataba de averiguar qué significaba el reloj de cuenta atrás en el sitio web. Rina inicialmente estaba recopilando información sobre otras chicas mágicas durante su desaparición, que ocurrió al mismo tiempo con el inicio de una ola de asesinatos de chicas mágicas. Más tarde se revela que ella es la asesina y ha estado matando a otras chicas mágicas para obtener sus varitas y mantenerse con vida. Su propia varita es un martillo. Su emblema es un diamante azul que aparece en sus ojos. Su cabello rosado se desvanece en azul claro y la sangre fluye por su nariz cuando usa su varita. Ella les informa a Tsuyuno y Aya que ha descubierto que el reloj de cuenta regresiva está marcando lafin de la humanidad . Los dos son capaces de someter a Rina, pero antes de que ella pueda decirles su fuente, entra en coma debido al uso excesivo de varitas. Los médicos que luego la examinan están perplejos, ya que aunque se ve joven, sus órganos funcionan como los de una persona de 70 años. Ella se recupera del coma gracias a Kosame, y luego se convierte en una aliada. Las cosas favoritas de Rina incluyen panqueques, computadoras y aguacates.
Nijimi Anazawa (穴沢 虹海 Anazawa Nijimi?)
 Seiyū: Yū Serizawa
Apodada Nijimin, es la más popular del grupo ídolo 'Inu Asobi' (Puppy Play). Aya y Tsuyuno intentan encontrarse con ella ya que ella era un objetivo en una Nota de matanza de varitas que Rina llevaba. Aunque su comportamiento normal es muy alegre y amistoso, cuando se le muestra una foto de Rina, se enfada mucho y se vuelve homicida. Quiere vengar la muerte de su amiga Mikado (también una chica mágica) que fue asesinada por Rina para robarle la varita del lápiz mecánico de su amiga. Más tarde se siente traicionada cuando se enteró de que Aya y Tsuyuno habían estado manteniendo en secreto la ubicación de Rina, ya que no sabía que necesitaban la ayuda de Rina con respecto a la Tempestad. Nijimin también se enamora de Kaname, aunque no sabe que él abusa de Aya hasta que le roba la varita y la usa para emboscar a los demás. Nijimin puede controlar la mente de cualquiera, incluidas otras chicas mágicas y administradores de sitios con su varita, un par de bragas. El emblema en su varita, en sus ojos y muñeca izquierda cuando la usa es una pica púrpura. Sus cambios físicos mientras usa su varita están ocultos con lentes de contacto que ocultan el emblema en sus ojos, su cabello teñido que oculta su cambio de color de cabello y corrector aplicado en su muñeca para cubrir su emblema de vida útil. Las cosas favoritas de Nijimin son las manzanas, el té con leche de tapioca y los perros. Es asesinada por Kaname con la varita de Sayuki mientras intentaba recuperar su varita. Antes de convertirse en una niña mágica, la familia de Nijimin tuvo una crisis financiera y vivía con miedo cuando los usureros seguían llegando a su casa y amenazando a su padre con pagar sus deudas. Incapaz de pagar sus deudas, su padre más tarde se suicidó ahorcándose.
Sarina Shizukume (雫芽 さりな Shizukume Sarina?)
 Seiyū: Haruka Yamazaki
Sarina es la líder de un trío de matones que han atormentado sin piedad a Aya desde que se transfirió a su escuela, ya que la ve como una persona débil. Cuando una de sus amigas en el trío, Erika, muere debido a la varita de Aya, inmediatamente sospecha de ella, lo que lleva a una amenazante confrontación con un cutter en el baño de niñas de la escuela. Aya es salvada por Tsuyuno que usa el cortador de Sarina para cortarse la garganta mientras el tiempo se congela. Sarina sobrevive a la herida y termina en el mismo hospital al que llevaron a Rina. Pronto se entera de que Aya y Tsuyuno fueron responsables de su lesión y los escucha hablar sobre la existencia de chicas mágicas. A diferencia de otras chicas mágicas, Más tarde, Sarina recibe una varita directamente de Nana (una administradora del sitio web de chicas mágicas) en forma de yo-yo con el emblema de un phi naranja (Φ) que tiene la capacidad de cortar objetos por la mitad. Su cabello rojo se desvanece a un naranja amarillento y la sangre fluye de sus oídos cuando usa su varita. Luego es enviada a completar la misión de Rina de recolectar varitas. Sarina es supuestamente asesinada por Nana en el tercer volumen del manga cuando pregunta si vale la pena ser la única superviviente una vez que la tempestad haya terminado. Sin embargo, al final del quinto volumen del manga, se insinúa que pudo haber sobrevivido. Se asoció con Alice y luego se asoció con Aya y el resto de las chicas mágicas para ayudar a la destrucción de los administradores del Sitio de Chicas Mágicas.
Kaname Asagiri (朝霧 要 Asagiri Kaname?)
 Seiyū: Nobuhiko Okamoto
El hermano mayor adoptivo de Aya que abusa de ella cada vez que puede cuando está solo, generalmente atándola y golpeándola hasta que vomita. De hecho, asume que todos los que lo rodean son "repugnantes", aunque por fuera parece un chico carismático. Se revela que abusa de Aya como una salida de estrés para lidiar con las altas expectativas de su padre sobre el rendimiento académico de su hijo, golpeándolo cuando no obtiene calificaciones perfectas en los exámenes y otras asignaciones. Kaname se cree un prodigio capaz de manipular a quien quiera y desee para que se convierta en Dios. Más tarde se involucra con chicas mágicas cuando descubre el sitio de Magical Girl en el historial del navegador de Aya y comienza a trabajar junto con Nana. Después de robar la varita de Nijimi y controlar completamente su mente, ataca a Aya y los demás mientras están de vacaciones en la playa. Después de la emboscada y antes de que pudiera acabar con ellos, es secuestrado, atado y sodomizado en el sótano del detective Misumi.
Kosame Amagai (雨谷 小雨 Amagai Kosame?)
 Seiyū: Yumi Hara
Kosame aparece por primera vez al final del tercer volumen del manga cuando cura a Rina de su coma y se presenta como "una chica mágica de otro sitio de chicas mágicas". Lleva un parche en el ojo izquierdo y a menudo lleva consigo un peluche de cachorro. Su varita es un cutter que puede usar para curar a sus amigos cortándose y dejando que la sangre fluya hacia sus bocas o heridas abiertas. Kosame sufre de cáncer terminal y el médico predijo que le quedan seis meses más de vida. Muy deprimida por la declaración, comenzó a practicar la autolesión cortándose la muñeca. Su emblema es la letra Q ubicada en el lado derecho de su cuello. El cabello de Kosame se desvanece de plateado a rosa pálido cuando usa su varita.
Mikari Izumigamine (泉ヶ峰 みかり Izumigamine Mikari?)
 Seiyū: Kaede Hondo
Mikari es una heredera de una familia aparentemente rica cuyos padres fueron asesinados por un psicópata en una calle. Es algo altiva y con frecuencia abusa de su mayordomo Yukiji para entretenerse, generalmente con su varita, una escoba que permite volar. Su emblema es la letra V. El cabello de Mikari, que generalmente es lavanda, se desvanece en verde pálido mientras usa su varita. Más tarde es asesinada por un administrador del sitio.
Sayuki Ringa (燐賀 紗雪 Ringa Sayuki?)
 Seiyū: Mao Ichimichi
Sayuki es la única hija de un yakuza, que posee una gran habilidad para luchar con espadas y artes marciales. Su varita es una katana que puede cortar y endurecer cualquier cosa desde larga distancia, mientras que su emblema es la letra X. El cabello negro de Sayuki se desvanece en púrpura y la sangre fluye por su uña izquierda mientras usa su varita. Más tarde se revela que fue elegida como la niña mágica, debido a que cuando era una niña pequeña fue secuestrada por miembros de una familia rival yakuza antes de asesinar a sus secuestradores con la varita que recibió. Su madre está actualmente encarcelada por asumir la culpa de las acciones de su hija. Más tarde es asesinada por el administrador del sitio Go.
Kiyoharu Suirenji (水蓮寺 清春 Suirenji Kiyoharu ?)
 Seiyū: Eriko Matsui
Kiyoharu es reconocido como mujer por el sitio de chicas mágicas, por lo que es elegido como una chica mágica. Fue intimidado en su escuela por las personas que se enteraron de su género. El ha expresado su absoluto disgusto por sus compañeros a Kosame en privado, y planea vengarse de sus matones solo después de que hayan encontrado la felicidad, solo para poder sentir la satisfacción de "arrojarlos del paraíso al infierno". Su varita toma la forma de un anillo con el poder de conectarse directamente dentro del sistema sensorial de su objetivo para controlar su cuerpo y experimentar sus sentidos de forma remota. Su emblema es la letra S. La sangre fluye de su frente y su cabello rubio se desvanece en rosa púrpura cuando usa su varita.
Asahi Takiguchi (滝口 あさひ Takiguchi Asahi?)
 Seiyū: Lynn
Asahi es una chica aparentemente popular y atlética que va a una escuela diferente a la del grupo de Kosame, pero recibió su varita del mismo sitio. A menudo se la ve en la ciudad rodeada de muchos hombres. Su varita es un collar que permite una velocidad y fuerza sobrehumanas. Su emblema es la letra H. Mientras usa su varita, su cabello naranja se desvanece en un color magenta. Los antecedentes desafortunados de Asahi que la llevaron a ser elegida como una niña mágica se deben al hecho de que fue víctima de violencia doméstica por parte de su padre, quien la golpeó a ella, a su madre y a sus hermanitos, luego la niña lo mató, y pudo retomar una vida normal junto con su madre y sus hermanos.

## Media

#### Manga
El manga de Mahou Shoujo Site es escrito e ilustrado por Kentarō Satō, fue publicado por primera vez el 11 de julio de 2013 en la Champion Tap! antes de pasarlo a la Weekly Shōnen Champion en septiembre de 2017. Akita Shoten publicó el 16º volumen el 8 de octubre de 2019. Actualmente el manga tiene 16 volúmenes publicados.

##### Volúmenes
Se han publicado 16 volúmenes hasta octubre de 2019.
| Núm. | Volumen                                                                           | Fecha de publicación    | ISBN                   |
| ---- | --------------------------------------------------------------------------------- | ----------------------- | ---------------------- |
| 1    | Mahou Shoujo Site Volumen 1 (魔法少女サイト 第1巻 Mahō Shōjo Saito Dai 1 Kan?)    | 7 de marzo de 2014      | ISBN 978-4-253-22401-7 |
| 2    | Mahou Shoujo Site Volumen 2 (魔法少女サイト 第2巻 Mahō Shōjo Saito Dai 2 Kan?)    | 8 de septiembre de 2014 | ISBN 978-4-253-22402-4 |
| 3    | Mahou Shoujo Site Volumen 3 (魔法少女サイト 第3巻 Mahō Shōjo Saito Dai 3 Kan?)    | 6 de marzo del 2015     | ISBN 978-4-253-22403-1 |
| 4    | Mahou Shoujo Site Volumen 4 (魔法少女サイト 第4巻 Mahō Shōjo Saito Dai 4 Kan?)    | 6 de noviembre de 2015  | ISBN 978-4-253-22404-8 |
| 5    | Mahou Shoujo Site Volumen 5 (魔法少女サイト 第5巻 Mahō Shōjo Saito Dai 5 Kan?)    | 8 de abril de 2016      | ISBN 978-4-253-22405-5 |
| 6    | Mahou Shoujo Site Volumen 6 (魔法少女サイト 第6巻 Mahō Shōjo Saito Dai 6 Kan?)    | 8 de septiembre de 2016 | ISBN 978-4-253-22406-2 |
| 7    | Mahou Shoujo Site Volumen 7 (魔法少女サイト 第7巻 Mahō Shōjo Saito Dai 7 Kan?)    | 8 de septiembre de 2017 | ISBN 978-4-253-22407-9 |
| 8    | Mahou Shoujo Site Volumen 8 (魔法少女サイト 第8巻 Mahō Shōjo Saito Dai 8 Kan?)    | 5 de enero de 2018      | ISBN 978-4-253-22408-6 |
| 9    | Mahou Shoujo Site Volumen 9 (魔法少女サイト 第9巻 Mahō Shōjo Saito Dai 9 Kan?)    | 8 de marzo de 2018      | ISBN 978-4-253-22409-3 |
| 10   | Mahou Shoujo Site Volumen 10 (魔法少女サイト 第10巻 Mahō Shōjo Saito Dai 10 Kan?) | 8 de mayo de 2018       | ISBN 978-4-253-22410-9 |
| 11   | Mahou Shoujo Site Volumen 11 (魔法少女サイト 第11巻 Mahō Shōjo Saito Dai 11 Kan?) | 8 de agosto de 2018     | ISBN 978-4-253-22411-6 |
| 12   | Mahou Shoujo Site Volumen 12 (魔法少女サイト 第12巻 Mahō Shōjo Saito Dai 12 Kan?) | 8 de noviembre de 2018  | ISBN 978-4-253-22412-3 |
| 13   | Mahou Shoujo Site Volumen 13 (魔法少女サイト 第13巻 Mahō Shōjo Saito Dai 13 Kan?) | 8 de febrero de 2019    | ISBN 978-4-253-22413-0 |
| 14   | Mahou Shoujo Site Volumen 14 (魔法少女サイト 第14巻 Mahō Shōjo Saito Dai 14 Kan?) | 8 de mayo de 2019       | ISBN 978-4-253-22414-7 |
| 15   | Mahou Shoujo Site Volumen 15 (魔法少女サイト 第15巻 Mahō Shōjo Saito Dai 15 Kan?) | 8 de agosto de 2019     | ISBN 978-4-253-22415-4 |
| 16   | Mahou Shoujo Site Volumen 16 (魔法少女サイト 第16巻 Mahō Shōjo Saito Dai 16 Kan?) | 8 de octubre de 2019    | ISBN 978-4-253-22416-1 |

#### Anime
La serie ha sido publicada en la revista Champion Tap! desde julio de 2013 y en la Weekly Shōnen Champion desde 2017. La serie fue transmitida por las cadenas MBS, TBS y BS-TBS. La historia fue dirigida por Tadahito Matsubayashi, Takayo Ikami estuvo a cargo del guion y adaptada a un anime por production doA, se emitió en Japón desde el 6 de abril de 2018 hasta el 22 de junio de 2018 contando con un total de 12 capítulos. La serie también fue transmitida por Amazon Prime Video dentro y fuera de Japón. Su tema de apertura es "Changing Point" interpretado por i☆Ris y su tema de cierre es "Zenzen Tomodachi" interpretado por Haruka Yamazaki. Sentai Filmworks obtuvo la licencia del anime y lo lanzará en formato digital y de video doméstico.

##### Lista de episodios
A continuación se listan los 12 episodios de la serie.
| # | Título                                                                                | Estreno             |
| --- | ------------------------------------------------------------------------------------- | ------------------- |
| 1 | «Mahou Shoujo Site» «Mahō Shōjo Saito» (魔法少女サイト)                               | 6 de abril de 2018  |
| Intimidada en la escuela y abusada por su hermano en casa, Aya Asagiri pasa todos los días deseando la muerte. Una noche, la computadora en su habitación se enciende mostrando en el navegador un misterioso sitio web llamado Mahou Shoujo Site. Una figura aparece en dicho sitio diciéndole que fue escogida para ser una chica mágica. Al día siguiente cuando llega a la escuela, encuentra una extraña pistola con forma de corazón y una carta acerca del uso del artefacto en su casillero. Más tarde, el grupo de chicas que la acosan junto con un estudiante de año superior que quiere abusar de ella, Aya logra esconderse, pero al final la encuentran. No teniendo más opción, ella decide usar su varita con forma de pistola y les dispara haciéndolos desaparecer al instante. Al cabo de un tiempo Aya escucha unos gritos. Enterándose de que una de sus compañeras y junto con el estudiante habían sido atropellados. Al día siguiente, su compañera de clases Sarina intenta vengarse por lo sucedido el día anterior. De repente el tiempo se detiene y es donde aparece Tsuyuno Yatsumura diciéndole a Aya que la necesita. |                                                                                       |                     |
| 2 | «Tempestad» «Tenpesuto» (テンペスト)                                                  | 13 de abril de 2018 |
| Tsuyuno le dice a Aya que es una chica mágica, le explica todo sobre el sitio Mahou Shoujo Site y que la varita de ella es un teléfono inteligente que puede detener el tiempo. Lo usó para tomar represalias contra Sarina. Tsuyuno advierte a Aya que el uso de la varita acorta su vida, y que hay alguien que está matando chicas mágicas para obtener sus varitas. Al día siguiente el cazador ataca y se dan cuenta de que es Rina Shioi. Ella les dice porque ha estado cazando chicas mágicas y también les da a conocer sobre una puerta secreta con una cuenta regresiva para un evento llamado Tempestad, el cual destruirá este mundo y abrirá una puerta a uno nuevo. |                                                                                       |                     |
| 3 | «La Princesa y la Manzana Envenenada» «Doku Ringo to Ohime-sama» (毒りんごとお姫さま) | 20 de abril de 2018 |
| El uso excesivo de las varitas hace caer en coma a Rina. Aya y Tsuyuno están en busca una chica mágica que pueda sanarla. Tsuyuno que tiene un cuaderno con fotos de otras chicas mágicas, se dirige junto con Aya hacía una. Al llegar al sitio se dan cuenta de que es Nijimi, una idol del grupo Inu Asobi. Nijimi las invita a su apartamento, cuando descubren que su poder es el control mental y que su mejor amiga fue asesinada por Rina. Después las dos van al hospital a ver a Rina, donde casualmente está Sarina y las oye hablando de las chicas mágicas. Por otro lado, Kaname el hermano de Aya encuentra en el historial del navegador de su hermana el sitio mágico. |                                                                                       |                     |
| 4 | «La sucesora y la estudiante transferida» «Kōkeisha to Tenkōsei» (後継者と転校生)     | 27 de abril de 2018 |
| Nana, el administrador del sitio web le da una varita a Sarina para que sea la próxima cazadora mágica. Después de eso, Tsuyuno le pregunta a Aya porqué Sarina y sus amigas la intimidan. Ella a continuación le explica que es por su timidez y nunca le agradeció a ella por su ayuda y después de eso Sarina se enojó. La nueva chica mágica Nijimi Anazawa quiere a Rina muerta, pero Aya y Tsuyuno no tienen forma de despertarla de su coma. A pesar de este revés, la vida de Aya parece mejorar después de conocer a Tsuyuno. Entonces, un día, su clase recibe un nuevo estudiante transferido resultando ser Nijimi decidiendo retirarse de la música temporalmente. Después de que Tsuyuno faltara a la escuela, Aya va a su departamento descubriendo que su amiga tiene un hombre prisionero. Tsuyuno le explica a Aya que ese hombre mató a sus padres diciéndole que el volvería para matarla. Ya cuando creció y obtuvo su varita, fue tras el en busca de venganza. |                                                                                       |                     |
| 5 | «Venganza y resolución» «Fukushū to Ketsui» (復讐と決意)                              | 4 de mayo de 2018   |
| Aya le promete a una herida Tsuyuno que nunca más estará sola. Sarina aparece ante ellas y les comenta que le dijo a Nijimi donde encontrar a Rina. Ahora que ella está en el departamento, quiere asesinarlas en venganza de la muerte de Erica (su amiga) y la cicatriz que tiene en el cuello. Rápidamente las ataca, matando al asesino de los padres de Tsuyuno en su lugar. Por otro lado, Nijimi está en el hospital, pero cuando va a matar a Rina, no puede ya que Tsuyuno tomó la precaución de usar dos varitas como protección. Volviendo al departamento, Aya y Sarina pelean. El edificio comienza a derrumbarse, y Aya salva a Sarina a pesar de todo lo que ha ocurrido. Más tarde, el detective Misumi llega para investigar mientras que los rescatistas encuentran a Aya y Tsuyuno heridas. Un rato después Nijimi se dirige a la casa de Aya y conoce a Kaname. Al final, aparece una nueva chica mágica en el hospital entrando a la habitación de Rina. |                                                                                       |                     |
| 6 | «Fake» «Feiku» (フェイク)                                                             | 11 de mayo de 2018  |
| Kosame, la nueva chica mágica que entra en la habitación de Rina en el hospital, cura a Rina. Ellas dos van donde están Aya y Tsuyuno, Kosame las cura a las dos. Kosame revela que es una chica mágica de otro sitio de los varios que existen y que quiere su ayuda. Ella les muestra más información oculta sobre la tempestad. Después de contarles todos y saber que les han mentido, acuerdan en ayudar a Kosame a capturar un administrador para descubrir toda la verdad sobre la Tempestad. Los administradores del sitio web matan a varias chicas que saben demasiado acerca de este. Más tarde, Tsuyuno le agradece a Aya por lo que ha hecho por ella y los padres de Aya aceptan permitir que Tsuyuno se quede. |                                                                                       |                     |
| 7 | «Estrategia de combate» «Kyōtō Senryaku» (共闘戦略)                                   | 18 de mayo de 2018  |
| Nijimi solo acepta ayudar con el secuestro si puede matar primero a Rina. Poco después, Rina aparece de repente en su clase como una nueva estudiante transferida. Pero Aya y Tsuyuno actúan rápidamente para evitar que Nijimi con el poder de su varita la mate. Enseguida, Aya consigue quitarle la varita a Nijimi. Después de eso las cuatro se encuentran con las chicas de otro sitio mágico enterándose también de que hay varios sitios web de estos, cada uno con un administrador diferente. Luego, todas deciden unir fuerzas para descubrir la verdad de los sitios y sobrevivir. Al final Kosame llama Aya con noticias que la que ponen preocupada. |                                                                                       |                     |
| 8 | «Último verano» «Saigo no Natsu» (最後の夏)                                           | 25 de mayo de 2018  |
| Las chicas van a pasar un día a la playa por sugerencia de Aya para tratar de divertirse un poco, pero Aya en realidad tenía un motivo oculto detrás del viaje. Esto se debe a que Kosame la había llamada diciéndole que a Tsuyuno no le queda mucha vida. Kaname, a quien Nijimi le ha contado todo sobre las chicas mágicas, las sigue y logra robar las bragas(la varita de Nijimi). Nijimi cree que Kaname la robó para ella. El fan de Nijimi también está allí para matar al hermano de Aya y por haber profanado a "su" Nijimi, pero Kaname usa la varita acabando con la vida del muchacho. Aya vio lo sucedido, pero no dice nada a las demás, aunque Kiyoharu lee su mente en el camino de regreso. El detective Misumi lleva el caso de la muerte del fan de Nijimi encontrando una foto de este mismo con el nombre de Kaname. Los administradores se reúnen diciendo que su rey necesita más energía oscura para la Tempestad. |                                                                                       |                     |
| 9 | «Dios no me abandonará» «Kami wa Boku o Mihanasanai» (神は僕を見離さない)             | 1 de junio de 2018  |
| Aya visita la casa de Sayuki con Tsuyuno y las demás chicas. Nijimi descubre que Kaname está usando sus bragas y el le ordena a ella que se ahorque, pero Asahi que está siendo controlada por Kiyoharu la salva. Sin embargo, debido a una orden previa de Kaname, Nijimi empieza a estrangular a Asahi, dándole tiempo para reaccionar y ordenar a Asahi que mate a quien la controla. Kosame intenta sanar a Kiyoharu. Después Kaname ataca a las chicas en la casa de Sayuki, al tiempo que Kiyoharu logra superar la magia de Kaname y liberar la mente de Nijimi. Nijimi se da cuenta de que todo es culpa suya por caer en el engaño de Kaname y lo ataca, pero él se da cuenta antes de que reciba el ataque y la golpea con la katana de Sayuki, Nijimi recuerda como obtuvo su varita y al poco tiempo recupera la conciencia hiriendo gravemente a Kaname en el cuello con una botella de vidrio rota. Una misteriosa persona invisible detiene a Kaname el cual iba a usar la varita de Kosame para curarse. Nijimi cae al suelo siendo demasiado tarde para poder salvarla.                                                              |                                                                                       |                     |
| 10 | «Breaking» «Burekingu» (ブレキング)                                                   | 8 de junio de 2018  |
| Aya se siente responsable de la muerte de Nijimi y Tsuyuno se pregunta quién fue la que las salvó. El detective Misumi está investigando la desaparición de Kaname. Aya va en busca de su varita cuando aparece Sarina y observa que ella es la que lo tiene. Después, las chicas asisten al funeral de Nijimi y al rato el edificio explota. Se revela que el detective Misumi es el conspirador de Nana y fue el quien se llevó a Kaname. Nana cree que las chicas ya están muertas, pero Aya las transportó lejos antes de la explosión. Se dan cuenta de que fue un intento de asesinato por parte de los administradores del sitio web. Sarina también está allí, habiendo cambiado de bando. Aya quiere que todas las chicas les den sus artefactos porque no quiere que nadie más salga lastimado. Las chicas se niegan y Tsuyuno le habla haciéndola ver la razón. Sarina devuelve los artefactos mágicos y revela que Nana le ordenó eliminarlas, pero está harta de sus manipulaciones. Juntas deciden destruir el sitio Mahou Shoujo Site.                                                                                                 |                                                                                       |                     |
| 11 | «Chicas rebeldes» «Hangyaku no Shōjotachi» (反逆の少女たち)                           | 15 de junio de 2018 |
| Las chicas están esperando a que un administrador del sitio entregue una varita a una nueva chica mágica para poder emboscarlo. Aya, Tsuyuno, Sarina y Rina logran eliminar al administrador, que resulta ser una niña. En su camino Asahi, Sayuki y Kiyoharu son atacados por otro administrador. Luego, llegan Kosame y Mikari. Nana se revela y Mikari se va para ayudar a las otras chicas. Nana destruye la varita de Tsuyuno, pero Tsuyuno protege a las demás con la varita de crear barreras, sacrificándose en el acto. Al terminar, los administradores del sitio web dan la bienvenida a Tsuyuno como nuevo administrador. |                                                                                       |                     |
| 12 | «Somos...» «Watashitachiha...» (私たちは…)                                            | 22 de junio de 2018 |
| Tsuyuno muere protegiendo a Aya y las demás chicas, pero ella vuelve a la vida como una nueva candidata a administrador, pero para convertirse en una tiene la orden de matar a Aya y así ser una administradora oficial. Rina, y Kosame sanan a Sarina mientras que Mikari rescata a Sayuki, quien luego destruye al administrador que los atacó. Aya logra transportarse junto con Tsuyuno a la playa donde, arriesgando su propia vida, puede hacer que Tsuyuno recuerde su amistad. Cuando Tsuyuno recobra la conciencia, ella y Aya derrotan a Nana. Posteriormente en un lugar secreto, el detective Misumi aparece y sodomiza a Kaname. Aya y Tsuyuno se prometen así mismas que nadie les quitará la felicidad mientras el rey enojado les desea una profunda desgracia. |                                                                                       |                     |